# Chanoch Nissany
Chanoch Nissany, né le 29 juillet 1963 à Tel Aviv, en Israël, est un homme d'affaires et pilote de course automobile israélien.

## Biographie
Riche homme d'affaires passionné de course automobile installé à Budapest, Chanoch Nissany commence la compétition en 2002 à l'âge de 38 ans en participant au championnat hongrois de Formule 2000. Il termine second lors de sa première saison puis remportera le championnat à cinq reprises en 2003, 2004, 2006, 2007 et 2009. En 2004, il rejoint l'écurie Coloni en Formule 3000. Il dispute les trois dernières courses de la saison sans parvenir à marquer un point. Parallèlement, il effectue quelques essais chez Jordan, devenant ainsi le premier israélien à piloter une Formule 1.
En février 2005, il signe un contrat avec l'écurie Minardi afin d'être leur troisième pilote pour la saison. Il participe finalement aux essais du Grand Prix de Hongrie et termine sa séance à près de 13 secondes du meilleur temps signé par Alexander Wurz avant de coincer sa voiture dans un bac à gravier après un tête-à-queue. Il est remplacé dans son rôle de pilote essayeur par Enrico Toccacelo.
Son fils Roy Nissany est également pilote automobile.